# Lee Graham
Lee Graham (Gibraltar, Reino Unido,18 de abril de 1989) es un futbolista gibraltareño. Juega de defensa y su equipo actual es el Britania XI de la Primera División de Gibraltar.

## Estadísticas

### Clubes
| Club               | País      | Año             |
| ------------------ | --------- | --------------- |
| Gibraltar F.C.     | Gibraltar | 2004-2005       |
| Lincoln FC         | Gibraltar | 2008-2011       |
| Altos Hornos Zapla | Argentina | 2011-2014       |
| Lincoln FC         | Gibraltar | 2014- 2015      |
| Britania XI        | Gibraltar | 2015-Actualidad |

## Palmarés

### Títulos nacionales
| Título                            | Club             | País      | Año  |
| --------------------------------- | ---------------- | --------- | ---- |
| Gibraltar Football League 2010/11 | Lincoln Red Imps | Gibraltar | 2010 |
| Rock Cup 2010                     | Lincoln Red Imps | Gibraltar | 2010 |
| Supercopa Gibralteña 2010         | Lincoln Red Imps | Gibraltar | 2010 |